# Mormolyca aurorae
Mormolyca aurorae är en orkidéart som beskrevs av David Edward Bennett och Eric Alston Christenson. Mormolyca aurorae ingår i släktet Mormolyca och familjen orkidéer.
Artens utbredningsområde är Peru. Inga underarter finns listade i Catalogue of Life.